# 定波乡
定波乡，是中华人民共和国四川省甘孜藏族自治州乡城县下辖的一个乡镇级行政单位。

## 行政区划
定波乡下辖以下地区：
绒公村、白兰斗村、开村、万绒村、普通村和泽郎村。